# Літні Олімпійські ігри 1988
Літні Олімпійські ігри 1988 (кор.: хангиль: 1988년 하계 올림픽, НЛ: 1988-nyeon Hagye Ollimpik), офіційно Ігри XXIV Олімпіади (제24회 올림픽경기대회, Je-24-hoe Ollimpik-Gyeonggidaehoe) і офіційно брендований як Сеул 1988 (서울 1988) або XXIV Літні Олімпійські ігри — міжнародне спортивне змагання, яке проходило під егідою Міжнародного олімпійського комітету у місті Сеул, Республіка Корея, з 17 вересня по 2 жовтня 1988 року.

## Учасники
Усього на іграх взяли участь 8453 спортсмена зі 160 країн.
- Австралія  (252)
- Австрія  (73)
- Алжир  (42)
- Американське Самоа  (6)
- Американські Віргінські Острови  (22)
- Ангола  (24)
- Андорра  (3)
- Антигуа і Барбуда  (15)
- Аргентина  (118)
- Аруба  (8)
- Афганістан  (5)
- Багамські Острови  (16)
- Бангладеш  (6)
- Барбадос  (17)
- Бахрейн  (7)
- Беліз  (10)
- Бельгія  (59)
- Бенін  (7)
- Бермуди  (12)
- Бірма  (2)
- Болгарія  (172)
- Болівія  (7)
- Ботсвана  (8)
- Бразилія  (160)
- Британські Віргінські Острови  (3)
- Бруней  (0) Note[›]
- Буркіна-Фасо  (6)
- Бутан  (3)
- Вануату  (4)
- Велика Британія  (345)
- Венесуела  (17)
- В'єтнам  (9)
- Габон  (2)
- Гаїті  (4)
- Гамбія  (6)
- Гана  (16)
- Гаяна  (8)
- Гватемала  (28)
- Гвінея  (6)
- Гондурас  (8)
- Гонконг  (48)
- Гренада  (6)
- Греція  (56)
- Гуам  (19)
- Данія  (78)
- Джибуті  (6)
- Домініканська Республіка  (16)
- Еквадор  (13)
- Екваторіальна Гвінея  (6)
- Єгипет  (49)
- Заїр  (15)
- Замбія  (29)
- Західне Самоа  (11)
- Зімбабве  (29)
- Йорданія  (7)
- Ізраїль  (18)
- Індія  (46)
- Індонезія  (29)
- Ірак  (27)
- Іран  (23)
- Ірландія  (61)
- Ісландія  (32)
- Іспанія  (229)
- Італія  (253)
- Кайманові Острови  (8)
- Камерун  (15)
- Канада  (328)
- Катар  (10)
- Кенія  (74)
- Китай  (273)
- Китайський Тайбей  (61)
- Кіпр  (9)
- Колумбія  (40)
- Коста-Рика  (16)
- Кот-д'Івуар  (28)
- Кувейт  (25)
- Лаос  (3)
- Лесото  (6)
- Ліберія  (8)
- Ліван  (21)
- Лівія  (6)
- Ліхтенштейн  (12)
- Люксембург  (8)
- Маврикій  (8)
- Мавританія  (6)
- Малаві  (16)
- Малайзія  (9)
- Малі  (6)
- Мальдіви  (7)
- Мальта  (6)
- Марокко  (27)
- Мексика  (83)
- Мозамбік  (8)
- Монако  (9)
- Монголія  (28)
- НДР  (259)
- Непал  (16)
- Нігер  (6)
- Нігерія  (69)
- Нідерланди  (147)
- Нідерландські Антильські острови  (3)
- Нова Зеландія  (83)
- Норвегія  (69)
- Об'єднані Арабські Емірати  (12)
- Оман  (8)
- Острови Кука  (7)
- Пакистан  (30)
- Панама  (6)
- Папуа Нова Гвінея  (11)
- Парагвай  (10)
- Перу  (21)
- Південна Корея  (401)  (країна-господар)
- Південний Ємен  (5)
- Північний Ємен  (8)
- Польща  (143)
- Португалія  (65)
- Пуерто-Рико  (47)
- Республіка Конго  (7)
- Руанда  (6)
- Румунія  (68)
- Сальвадор  (6)
- Сан-Марино  (11)
- Саудівська Аравія  (9)
- Свазіленд  (11)
- Сенегал  (23)
- Сент-Вінсент і Гренадини  (6)
- Сирія  (13)
- Сінгапур  (8)
- Соломонові Острови  (4)
- Сомалі  (5)
- СРСР  (481)
- Судан  (8)
- Суринам  (6)
- США  (527)
- Сьєрра-Леоне  (12)
- Таїланд  (14)
- Танзанія  (10)
- Того  (6)
- Тонга  (5)
- Тринідад і Тобаго  (6)
- Туніс  (41)
- Туреччина  (41)
- Уганда  (24)
- Угорщина  (188)
- Уругвай  (15)
- Фіджі  (23)
- Філіппіни  (31)
- Фінляндія  (78)
- Франція  (266)
- ФРН  (347)
- Центральноафриканська Республіка  (15)
- Чад  (6)
- Чехословаччина  (163)
- Чилі  (17)
- Швейцарія  (99)
- Швеція  (184)
- Шрі-Ланка  (6)
- Югославія  (155)
- Ямайка  (35)
- Японія  (255)

## Медальний залік
Топ-10 неофіційного національного медального заліку:
| Місце | Країна         | Золото | Срібло | Бронза | Загалом |
| ----- | -------------- | ------ | ------ | ------ | ------- |
| 1     | СРСР           | 55     | 31     | 46     | 132     |
| 2     | НДР            | 37     | 35     | 30     | 102     |
| 3     | США            | 36     | 31     | 27     | 94      |
| 4     | Південна Корея | 12     | 10     | 11     | 33      |
| 5     | ФРН            | 11     | 14     | 15     | 40      |
| 6     | Угорщина       | 11     | 6      | 6      | 23      |
| 7     | Болгарія       | 10     | 12     | 13     | 35      |
| 8     | Румунія        | 7      | 11     | 6      | 24      |
| 9     | Франція        | 6      | 4      | 6      | 16      |
| 10    | Італія         | 6      | 4      | 4      | 14      |